# Rüstringen (stad)

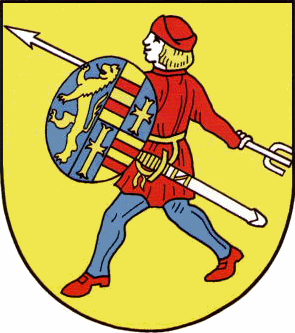
het wapen van Rüstringen

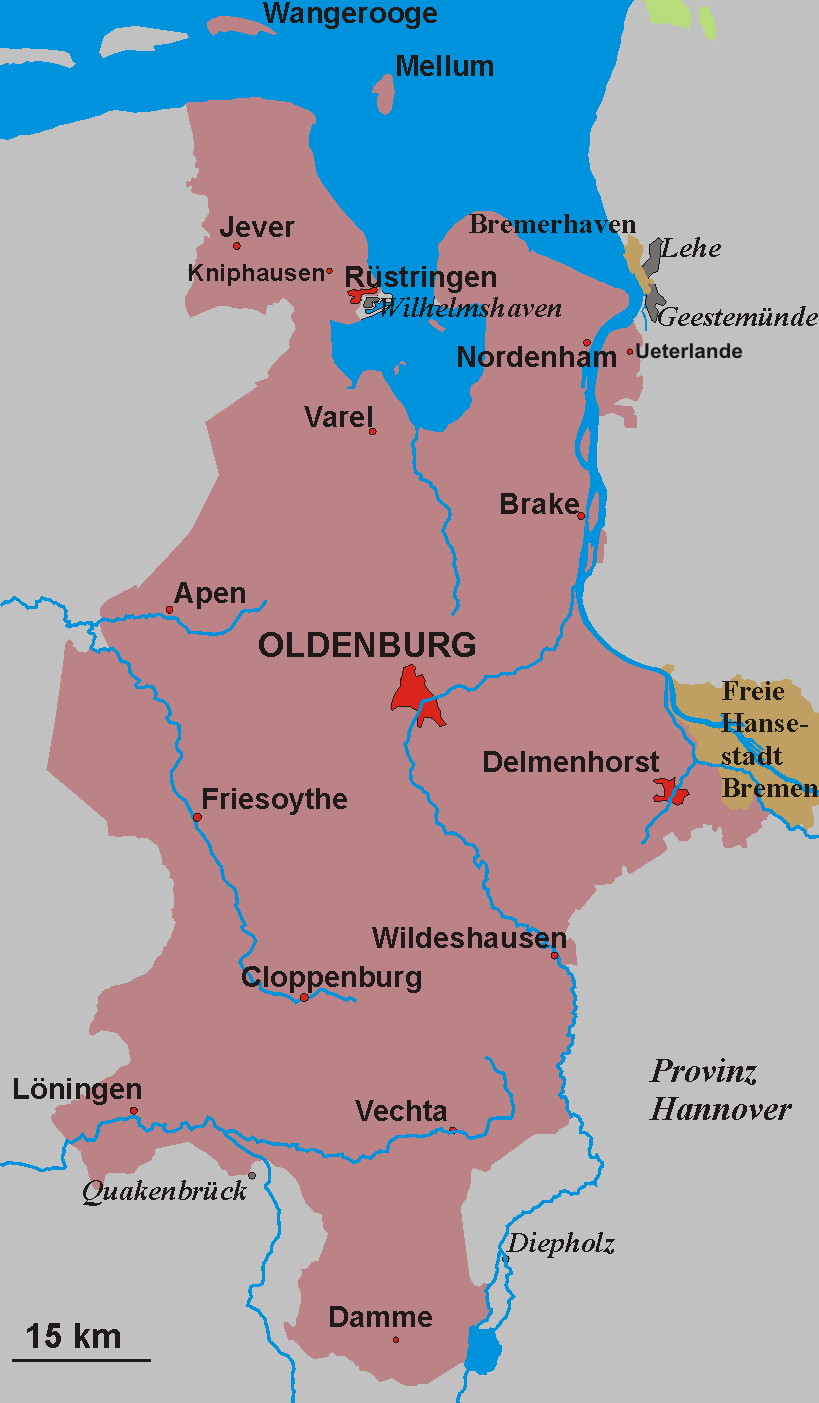
kaart van Oldenburg, Rüstringen direct ten noorden van Wilhemshaven

Rüstringen was een stad in het noorden van Duitsland. De stad ontstond in 1917 uit een samenvoeging van de gemeenten Bant, Heppens en Neuende, die alle drie in het noorden van Oldenburg lagen. De drie gemeenten vormden al sinds 1902 het Amt Rüstringen binnen Oldenburg. Na de samenvoeging tot stad was Rüstringen met ongeveer 48.000 inwoners de grootste gemeente binnen Oldenburg, ook groter dan de stad Oldenburg.
In 1937 werd Rüstringen samengevoegd met Wilhelmshaven.
- Gemeinsame Normdatei: 4300778-8
- Virtual International Authority File: 246227026